# Lac Landron
Lac Landron är en sjö i Kanada. Den ligger i regionen Outaouais och provinsen Québec, i den sydöstra delen av landet, 250 km norr om huvudstaden Ottawa. Lac Landron ligger 357 meter över havet och arean är 17,7 kvadratkilometer. Den sträcker sig 7,0 kilometer i nord-sydlig riktning, och 10,2 kilometer i öst-västlig riktning.
I området kring Lac Landron finns följande vattendrag:
- Rivière Doré (ett vattendrag)